# Spichlerz w Ziemięcicach
Spichlerz w Ziemięcicach – jeden z najstarszych spichrzy konstrukcji murowanej na terenie Górnego Śląska, wpisany do rejestru zabytków województwa śląskiego, znajduje się we wsi Ziemięcice w gminie Zbrosławice, w powiecie tarnogórskim.
Obiekt położony jest na niewielkiej skarpie we wschodniej części Ziemięcic, w pobliżu stawu.

## Historia
Ziemięcicki spichlerz wybudowany został w 1780 roku jako fragment większego założenia folwarcznego. Po II wojnie światowej pełnił funkcję magazynu dla państwowego gospodarstwa rolnego w Kamieńcu. W 2. połowie XX wieku budynek przeszedł szereg prac budowlanych i konserwatorskich z uwagi na zły stan techniczny. W latach 1958–1959 wyremontowano dach oraz jego pokrycie. W 1963 obiekt otynkowano w obrębie elewacji zewnętrznych, usuwając przy okazji pierwotne ramowe podziały ścian. Ostatnie prace w obrębie budynku wykonano w latach 70. XX w., kiedy to wymieniono pokrycie dachowe, a także zainstalowano instalacje odgromowe. Współcześnie spichrz nie jest już użytkowany.

## Architektura
Budynek murowany, trzykondygnacyjny, bez wyraźnych cech stylowych. Wzniesiony na rzucie wydłużonego prostokąta o zwartej, regularnej bryle, nakryty dachem naczółkowym. Obiekt posadowiony jest na kamiennej podmurówce. Pierwotnie otwór wejściowy zaakcentowany był przy pomocy kamiennego obramienia, zaś elewacje zewnętrzne posiadały ramowane podziały. Obecnie elewacje zewnętrzne są wtórnie otynkowane i pozbawione dekoracji. Frontowa oraz tylna elewacja są symetryczne i siedmioosiowe, natomiast w obrębie przyziemia obecne są niewielkie otwory wentylacyjne, a powyżej rzędy prostokątnych okien.
W obrębie elewacji południowej (frontowej) centralnie w czwartej osi zlokalizowany jest główny otwór wejściowy. Elewacje boczne są symetryczne o prostym, analogicznym układzie (z wyjątkiem pierwszej kondygnacji). W elewacji zachodniej obecny pojedynczy otwór okienny, a we wschodniej – dwa. Otwór wejściowy zlokalizowany w obrębie przyziemia.
Wnętrze podzielone jest w obrębie przyziemia na trzy mniejsze pomieszczenia, z kolei wyższe kondygnacje są jednoprzestrzenne, pozbawione podziałów. W przyziemiu zachowały się oryginalne sklepienia kolebkowe, dwie pozostałe kondygnacje posiadają proste, drewniane stropy belkowe wsparte na podciągach.